# Костров, Андрей Михайлович
Андрей Михайлович Костров (1856 — 26 февраля 1917) — крестьянин, депутат Государственной думы I созыва от Ярославской губернии.

## Биография
Крестьянин из села Угодичи Угодической волости Ростовского уезда Ярославской губернии. Получил начальное образование. 11 лет служил волостным старшиной, 2 года - членом уездной ростовской земской управы. Занимался семенной торговлей, владеет несколькими мелкими промышленными заведениями. Заведует ростовским сельскохозяйственным складом.
26 марта 1906 избран в Государственную думу I созыва от съезда уполномоченных от волостей. В некоторых изданиях политическая позиция А. М. Кострова была определена, как "консерватор" или "примыкает к правым", однако во время работы Думы вошёл в Конституционно-демократическую фракцию. Подписал законопроект «О гражданском равенстве». Выступил в Думе по аграрному вопросу.

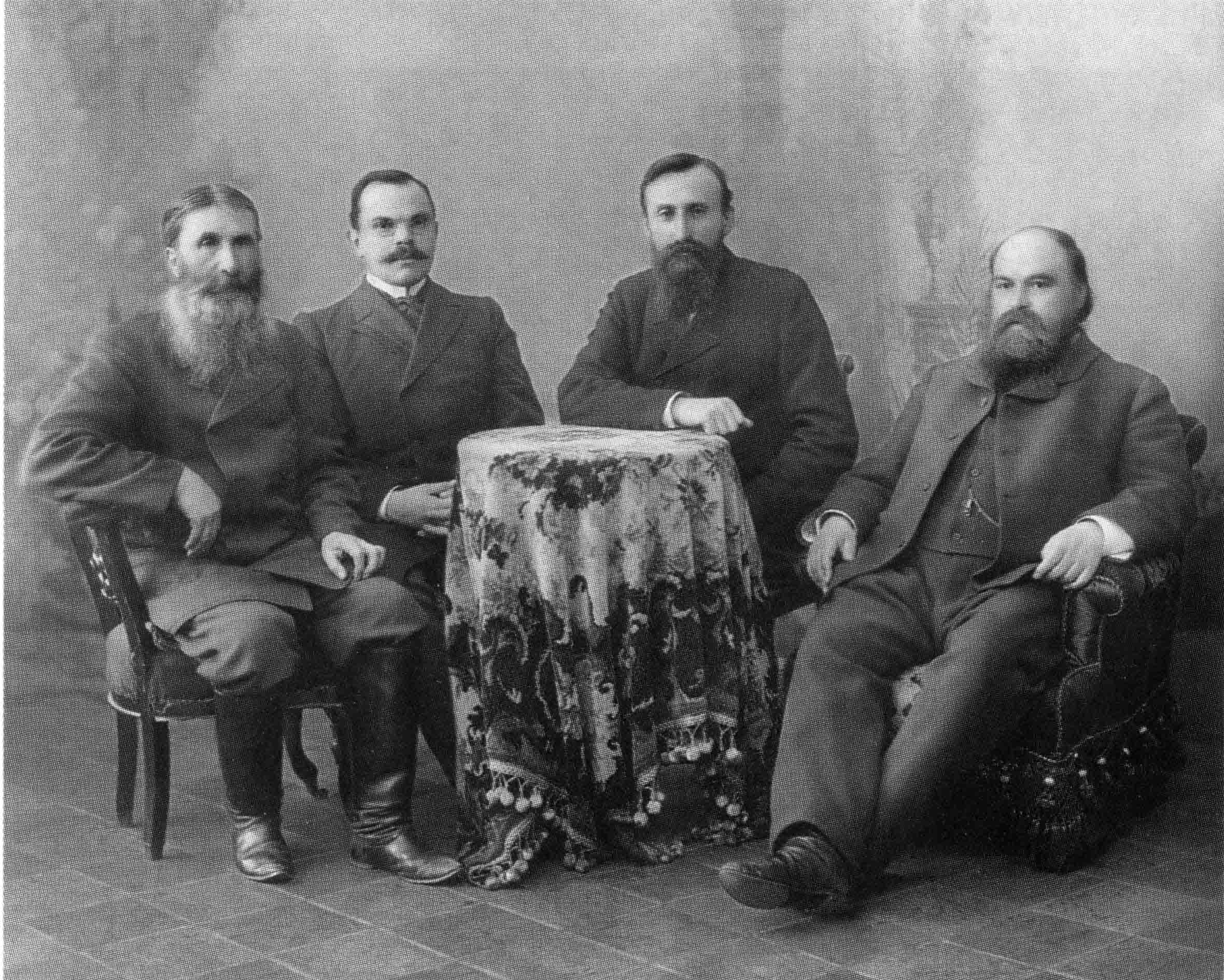
Депутаты I Государственной Думы от Ярославской губернии
Сидят: А. М. Костров, Д. А. Скульский, кн. Д. И. Шаховской, В. Е. Строганов.

Костров после возвращения домой писал в своим коллегам по Думе, что его пригласил губернатор, где он "имел удовольствие от них получить выговор за своё ведение думского дела, в особенности за то, что мы делали аплодисменты тем ораторам, которые позорили правительство". <...> "Полагаю, нет того депутата, который бы не имел за собой надзора" — продолжал Костров в своём письме.

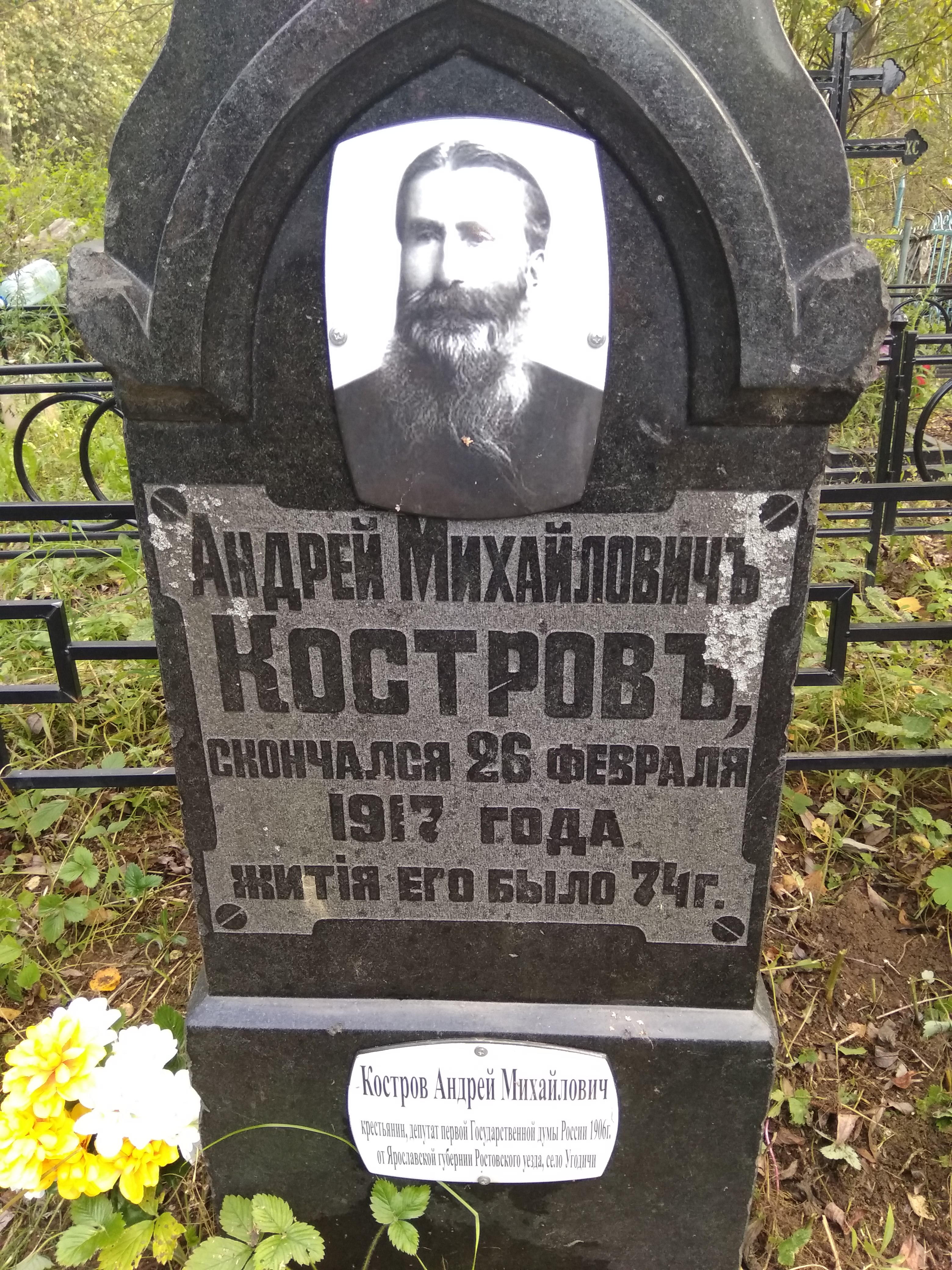

Умер от сердечного приступа. Похоронен на кладбище села Угодичи.

## Семья
- Жена ?
  - Сын ?
  - Дочь ?